# Efim Patlazhan
Efim Patlazhan (23 de agosto de 1923 Odesa - 1 de diciembre de 1990 Ivano-Frankivsk) es un historiador y pedagogo ucraniano y ruso, profesor, doctor en historia. Presidente de la Sociedad de Conocimientos de la Región de Ivano-Frankivsk, diputado del Consejo Regional de Diputados Populares de Ivano-Frankivsk. Mayor

## Biografía
Efim nació en una familia de dentistas. En 1940, se graduó de la escuela secundaria y fue admitido en la Facultad de Historia de la Universidad Estatal de Odesa.
En 1941, después de completar su primer año en la universidad, fue llamado al ejército, donde sirvió inicialmente en la infantería de marina y luego en inteligencia. Cruzó varias veces las líneas del frente y fue condecorado con órdenes y medallas, incluyendo la Orden de la Estrella Roja y la Orden de la Guerra Patria de primer grado. Durante la guerra, fue herido dos veces y sufrió una conmoción cerebral. Miembro del PCUS desde 1942.
Después de la guerra, en 1945, se reincorporó a la universidad, donde fue un estudiante destacado y también becario del Premio Stalin. Más tarde ingresó al programa de posgrado en la Universidad Estatal de Odesa. Durante sus estudios de posgrado, supervisó el sector académico del comité de profesores y empleados.
En 1954, defendió su tesis de doctorado dedicada a la crisis del sistema esclavista en la parte oriental del Imperio Romano durante el último tercio del siglo IV. Los resultados de la defensa fueron aprobados por una abrumadora mayoría en el consejo de la Universidad Estatal de Rostov. Efim Patlazhan fue el primero entre los aspirantes en defender una tesis doctoral en la especialidad de "Historia de la Antigua Grecia y Roma". En aquellos tiempos, esta especialidad era bastante rara. El supervisor académico de la tesis doctoral de Patlazhan fue el académico de Odesa Artemiy Grigoryevich Gotalov-Gotlib. Posteriormente, fue enviado por designación al Instituto Pedagógico de Stanislav (hoy en día Instituto Pedagógico Estatal de Ivano-Frankivsk, llamado Stefanyk), donde ocupó los cargos de docente, decano, vicerrector y jefe del departamento de historia universal.
En 1974, defendió su tesis doctoral en el Instituto Pedagógico Estatal de Ivano-Frankivsk, llamado Stefanyk.

## Vida personal
La esposa es Nina Yakovlevna, la hija se llama Polina, el hijo se llama Igor y el nieto se llama Gennadiy y es médico.